# Чемерисы-Барские
Чемерисы-Барские (укр. Чемериси-Барські) — село на Украине, находится в Барском районе Винницкой области.
Код КОАТУУ — 0520280209. Население по переписи 2001 года составляет 920 человек. Почтовый индекс — 23009. Телефонный код — 043-41.
Занимает площадь 8,3 км².

## Адрес местного совета
23006, Винницкая область, Барский р-н, с. Балки, ул. Ленина, д. 36, тел. 2-23-70.